# Император (фильм)
«Император» (англ. Emperor) — военно-историческая драма режиссёра Питера Уэббера о событиях после окончания Второй мировой войны. Фильм выпущен в 2012 году совместно Японией и США.

## Сюжет
Во время оккупации Японии, американский начальник «психологических операций» генерал Боннер Феллерс (англ. Bonner Fellers) получает от главнокомандующего союзными оккупационными войсками генерала армии Дугласа Макартура задание выяснить роль императора Хирохито во Второй мировой войне, с целью понять, должен ли он быть казнен как военный преступник.

## В ролях
| Актёр             | Роль                          |
| ----------------- | ----------------------------- |
| Томми Ли Джонс    | генерал армии Дуглас Макартур |
| Мэттью Фокс       | генерал Боннер Феллерс        |
| Ёрико Хацунэ      | Ая Симада                     |
| Тосиюки Нисида    | генерал Кадзима               |
| Масаёси Ханэда    | Такаси                        |
| Колин Мой         | генерал Ричтер                |
| Масатоси Накамура | принц Коноэ                   |
| Такаторо Катаока  | император Хирохито            |
| Сёхэй Хино        | генерал Хидэки Тодзио         |
| Масато Ибу        | министр Коити Кидо            |

Вся сюжетная линия про любовь Феллерса к Ае Симаде была придумана для фильма. В реальности Феллерс ещё в 1925 году женился на Дороти Дайсарт, которая сопровождала его во всех поездках, в том числе и в капитулировавшую Японию. Однако персонаж Аи был основан на реальной японке, Юри Ватанабэ, с которой Феллерс познакомился в Эрлхэмском колледже в 1915 году. Ватанабэ благополучно пережила войну и у них с Феллерсом были прочные дружеские отношения, продолжавшиеся до смерти Ватанабэ в июне 1954 года.

## Релиз
Впервые был представлен на кинофестивале в Торонто 14 сентября 2012 года. 8 марта 2013 года фильм вышел ограниченным показом в США. Продюсер фильма и некоторые члены съемочной группы приняли участие в премьере, состоявшейся в Японии 18 июля 2013 года, незадолго до выхода фильма в прокат 27 июля.